# Evelina Haverfield
Evelina Haverfield (Castell d'Inverlochy, Escòcia, 9 d'agost de 1867 - Bajina Basta, Sèrbia, 21 de març de 1920) va ser una sufragista —o suffragette— britànica. En els inicis del segle xx va treballar al costat d'Emmeline Pankhurst en l'organització per al sufragi Unió Social i Política de les Dones. Durant la Primera Guerra Mundial va treballar com a infermera a Sèrbia. Després de la guerra, va tornar a Sèrbia amb la seva parella, Vera Holme, per a instal·lar un orfenat a Bajina Bašta, una ciutat a l'oest del país.

## Trajectòria
Evelina Haverfield va néixer el 9 d'agost de 1867 al Castell Inverlochy, Kingussie, Escòcia. Era la tercera de les cinc filles i un fill de William Frederick Scarlett, 3r Baró Abinger, i la seva dona Helen (Eileen) Magruder, d'ascendència estatunidenca. La seva infantesa va estar dividida entre Londres i el Castell Inverlochy, de propietat familiar. El 1880 va assistir a l'escola a Düsseldorf, Alemanya. El 1887, a l'edat de 19 anys, es va casar amb un agent de l'Artilleria Real, el Major Henry Wykeham Brooke Tunstall Haverfield, a Kensington, Londres, i després la parella es va mudar a Dorset. El matrimoni va tenir dos fills i Henry Haverfield va morir vuit anys més tard, el 1897.
Haverfield va gaudir d'un estil de vida poc comú per a la majoria de les dones de la seva època, i així, muntava una bicicleta a la qual va anomenar Pegasus. El ciclisme va ser abraçat per les sufragistes com un vehicle per a rebre 'aire fresc' i adquirir llibertat. El sentit d'alliberament i mobilitat dinàmica del nou mitjà de transport també va ser aprofitat durant la Gran Guerra, quan la mobilitat era considerada valuosa i podia ser un instrument d'equitat.

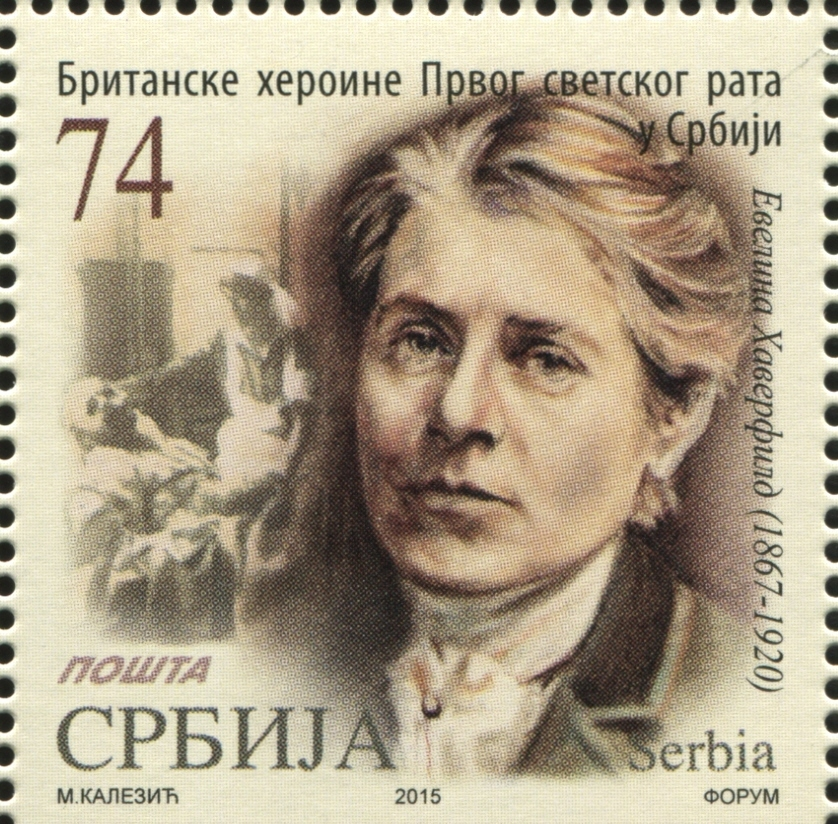
Haverfield en un segell de correus serbi de 2015.

Després d'enviduar el 1897, el 1899 es va casar de nou amb el Major de l'Artilleria Real John Henry Balguy, més tard un brigadier-general, i amic del seu difunt marit. Va mantenir el cognom del seu primer matrimoni (Haverfield), així com la seva casa a Sherborne. Durant la segona guerra bòer, va viatjar a Sud-àfrica per dos anys per a actuar com a ajudant del seu marit, que havia estat estacionat allí. Aparentment, Evelina Haverfield semblava gaudir de les dinàmiques de la zona militar i fins i tot participava en pràctiques de tir.

### Sufragisme

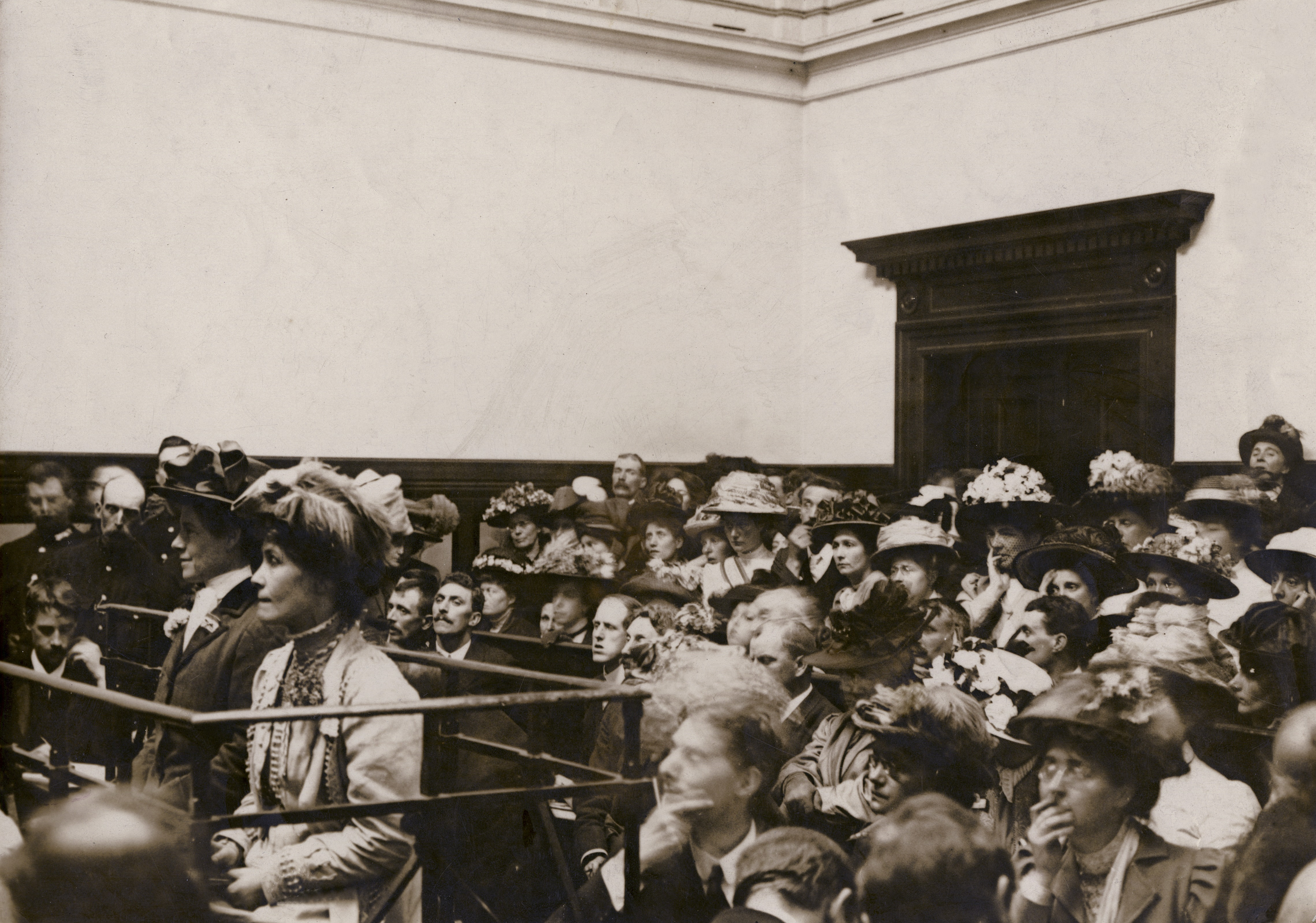
Evelina Haverfield i Emmeline Pankhurst assegudes al banc dels acusats

Haverfield va començar a interessar-se en la política i es va arrenglerar primer amb els grups de suffragettes moderades. Es va unir a la Unió Nacional de Societats de Sufragi Femení. El 1908 va assistir a una conferència al Royal Albert Hall i va començar a fer costat a les suffragettes militants, unint-se a la Unió Social i Política de les Dones (WSPU). Amb aquestes connexions, Haverfield va participar en moltes protestes i va ser arrestada diverses vegades per obstruir i assaltar la policia.
El 1909 Haverfield va participar en la Marxa de Drets, on membres del WSPU, dirigides per Emmeline Pankhurst, van intentar introduir-se en la Cambra dels Comuns del Parlament. Van ser bloquejades per la policia i més de 100 dones van ser arrestades, incloent-hi Haverfield. Seguint una manifestació del WSPU el 1910, va ser arrestada per assaltar a un agent policial després de pegar-li a la boca. Segons els càrrecs contra ella, també va declarar que «no va ser prou fort, la pròxima vegada portaré un revòlver». El 1911 va estar entre les 200 dones arrestades a Londres per trencar finestres i danyar edificis del govern durant una protesta pública contra la Llei Manhood sobre el Sufragi. El 1911, Haverfield va començar una relació sentimental amb una altra suffragette, l'actriu Vera «Jack» Holme, que va durar fins que Haverfield va morir.

### Primera Guerra Mundial
Quan es va iniciar la Primera Guerra Mundial, el 1914, Haverfield va començar a prendre accions respecte a com les dones podrien ajudar en l'esdeveniment possible d'una invasió del Regne Unit i va fundar el Cos d'Emergència de les Dones. El 1915 es va proposar com a voluntària per a anar a l'estranger amb els Scottish Womens Hospitals [Hospitals de dones escoceses], unint-se a Elsie Inglis a Sèrbia. El 1916 van ser forçades a deixar Sèrbia a causa de la invasió alemanya. Haverfield va tornar a Anglaterra i va donar entrevistes de premsa sobre la situació a Sèrbia. A l'agost, va viatjar a petició d'Inglis a Dobrudja, Romania. Amb Flora Sandes va fundar el «Fons per a Promoure la Comoditat dels soldats i presoners serbis Honorable Evelina Haverfield i Major Flora Sandes».

### Després de la Guerra
Després de la fi de la guerra, Haverfield va centrar la seva atenció en els nens serbis orfes. Va viatjar de nou amb Vera Holme a Sèrbia, com a comissària de la Creu Roja Sèrbia a Gran Bretanya, i va ajudar a construir un centre de salut infantil a Bajina Basta, que seria posteriorment anomenat amb el seu nom en honor seu. Va morir el 21 de març de 1920 de pneumònia i les seves restes descansen en el cementiri de Bajina Basta.

## Reconeixements
Evelina Haverfield va rebre el màxim premi serbi: l'Orde de l'Àguila Blanca. La tasca que havia iniciat va continuar, perquè una missió britànica s'hi va quedar fins al 1922 i s'hi construí després un hospital, on una placa commemorativa recorda Evelina Haverfield, que manté viu el seu record.